# بيير توماس (صحفي)
بيير توماس هو صحفي سويسري، ولد في 23 نوفمبر 1954 في لوزان في سويسرا.